# بارلو (کمون)
بارلو (به فرانسوی: Barleux) یک کمون (فرانسه) در فرانسه است که در سم (فرانسه) واقع شده‌است. بارلو ۷٫۴۶ کیلومتر مربع مساحت دارد ۴۸ متر بالاتر از سطح دریا واقع شده‌است.